# Rovná (district de Strakonice)
Pour les articles homonymes, voir Rovná.
Rovná (en allemand : Rowna) est une commune du district de Strakonice, dans la région de Bohême-du-Sud, en République tchèque. Sa population s'élevait à 221 habitants en 2020.

## Géographie
Rovná se trouve à 5 km au nord-est de Strakonice, à 52 km au nord-ouest de České Budějovice et à 95 km au sud-ouest de Prague.
La commune est limitée par Radomyšl et Osek au nord, par Přešťovice à l'est, par Slaník au sud et par Řepice à l'ouest.

## Histoire
La première mention écrite du village date de 1319.